# 訃報 2016年
訃報 2016年（ふほう 2016ねん）は、2016年（平成28年）中に物故した人物をまとめたものである。詳細は月別訃報記事を参照のこと。

## 月別の訃報記事一覧
- 訃報 2016年1月
- 訃報 2016年2月
- 訃報 2016年3月
- 訃報 2016年4月
- 訃報 2016年5月
- 訃報 2016年6月
- 訃報 2016年7月
- 訃報 2016年8月
- 訃報 2016年9月
- 訃報 2016年10月
- 訃報 2016年11月
- 訃報 2016年12月

## 関連書籍
- 『現代物故者事典(2015 - 2017)』日外アソシエーツ、2018年3月16日。ISBN 978-4-8169-2709-6。